# Proustia cuneifolia
Proustia cuneifolia – gatunek z rodziny astrowatych. Występuje w Chile – szczególnie często w prowincji Biobio oraz na nielicznych stanowiskach w Peru. 

## Morfologia o biologia
P. cuneifolia jest krzewem osiągającym do ok. 2,5 m wysokości. Kwiaty ma białe, pięciopłatkowe. Owoce z puchem kielichowym. Liście osiągają 6–8 cm. Rośnie w górach na wysokości od 500 m n.p.m. (doliny) do 2 000 m n.p.m. (osiąga górną granicę lasu). Znosi kilkumiesięczne okresy suszy.

## Zmienność
Wyróżniane są trzy formy: f. cuneifolia, f. cinerea i f. tipi.

## Zastosowanie i interakcje
P. cuneifolia ma zastosowanie ozdobne. Roślina jest chętnie zjadana przez zwierzęta. Liście i kora są istotnym pożywieniem koszatniczek pospolitych.